# Johann Sipötz

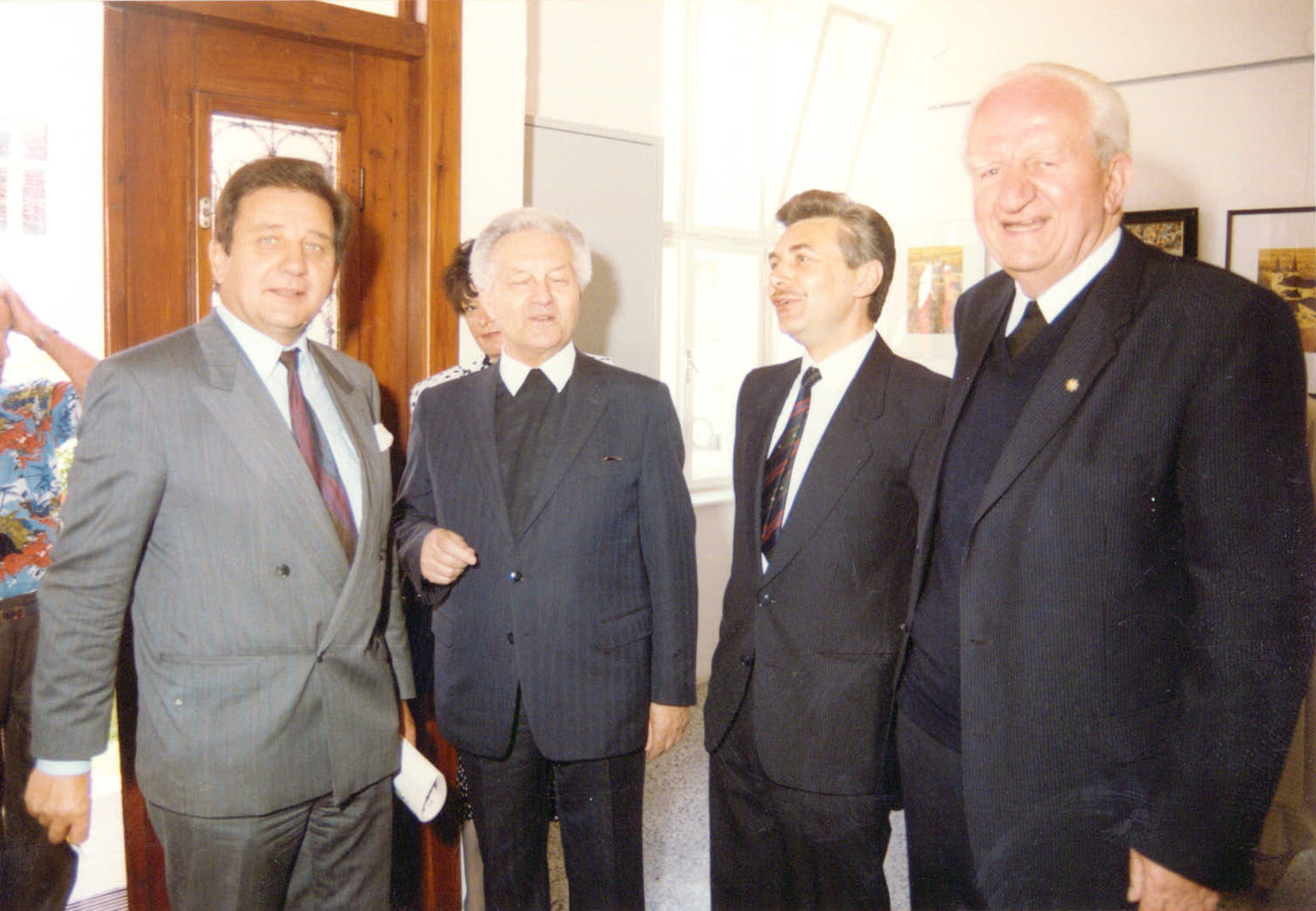
(V. l. n. r.) Johann Sipötz, Josef Rittsteuer, Franz Schmitzhofer, Josef Wallner, 24. Juni 1990

Johann (Hans) Sipötz (* 10. Oktober 1941 in Pamhagen) war Landeshauptmann des Burgenlandes vom 30. Oktober 1987 bis zum 18. Juli 1991.

## Leben und Wirken
Hans Sipötz, von Beruf Hauptschullehrer, wurde überraschend, trotz eines Paktes zwischen ÖVP und FPÖ, den ÖVP-Kandidaten Franz Sauerzopf zu wählen, Nachfolger des nach Verlust der absoluten Mehrheit zurückgetretenen Landeshauptmannes Theodor Kery. Der SPÖ-Politiker geriet in der Folge in die Turbulenzen der Waldheim-Affäre und wurde im Gefolge des Prozesses um die Mitschrift von Ottilie Matysek, so wie zahlreiche Fraktionskollegen, wegen falscher Zeugenaussage angeklagt, aber freigesprochen.
Nachfolger von Hans Sipötz wurde der bisherige Finanzreferent Karl Stix. Sipötz fungierte in der Folge 1993 bis 2000 als zweiter Landtagspräsident.